# 2015-ös WEC Silverstone-i 6 órás verseny
| Pályarajz | Pályarajz                | Pályarajz                                     |
| --------- | ------------------------ | --------------------------------------------- |
|           |                          |                                               |
| Győztesek |                          |                                               |
| Kategória | Csapat                   | Versenyzők                                    |
| LMP1      | #7 Audi Sport Team Joest | André Lotterer Marcel Fässler Benoît Tréluyer |
| LMP2      | #26 G-Drive Racing       | Roman Ruszinov Julien Canal Sam Bird          |
| LMGTE Pro | #51 AF Corse             | Gianmaria Bruni Toni Vilander                 |
| LMGTE Am  | #98 Aston Martin Racing  | Paul Dalla Lana Pedro Lamy Mathias Lauda      |

A 2015-ös WEC Silverstone-i 6 órás verseny a Hosszútávú-világbajnokság 2015-ös szezonjának első futama volt, amelyet április 10. és április 12. között tartottak meg a Silverstone Circuit versenypályán. A fordulót André Lotterer, Marcel Fässler és Benoît Tréluyer triója nyerte meg, akik a hibridhajtású Audi Sport Team Joest csapatának versenyautóját vezették.

## Időmérő
A kategóriák leggyorsabb versenyzői vastaggal vannak kiemelve.
| Poz. | Kategória | Csapat                        | Átlagidő | Különbség | Rajthely |
| ---- | --------- | ----------------------------- | -------- | --------- | -------- |
| 1.   | LMP1      | #17 Porsche Team              | 1:39,721 | —         | 1        |
| 2.   | LMP1      | #18 Porsche Team              | 1:40,340 | +0,619    | 2        |
| 3.   | LMP1      | #8 Audi Sport Team Joest      | 1:40,352 | +0,631    | 3        |
| 4.   | LMP1      | #1 Toyota Racing              | 1:40,382 | +0,661    | 4        |
| 5.   | LMP1      | #7 Audi Sport Team Joest      | 1:41,153 | +1,432    | 5        |
| 6.   | LMP1      | #2 Toyota Racing              | 1:41,694 | +1,973    | 6        |
| 7.   | LMP2      | #8 G-Drive Racing             | 1:48,021 | +8,300    | 7        |
| 8.   | LMP2      | #26 G-Drive Racing            | 1:48,083 | +8,362    | 8        |
| 9.   | LMP2      | #47 KCMG                      | 1:49,389 | +9,668    | 9        |
| 10.  | LMP2      | #36 Signatech Alpine          | 1:49,498 | +9,777    | 10       |
| 11.  | LMP1      | #4 Team ByKolles              | 1:50,622 | +10,901   | 11       |
| 12.  | LMP2      | #30 Extreme Speed Motorsports | 1:51,551 | +11,830   | 12       |
| 13.  | LMP2      | #42 Strakka Racing            | 1:52,284 | +12,563   | 13       |
| 14.  | LMP2      | #35 OAK Racing                | 1:53,457 | +13,736   | 14       |
| 15.  | LMP2      | #31 Extreme Speed Motorsports | 1:55,491 | +15,770   | 15       |
| 16.  | LMGTE Pro | #95 Aston Martin Racing       | 1:59,970 | +20,249   | 16       |
| 17.  | LMGTE Pro | #99 Aston Martin Racing V8    | 2:00,175 | +20,454   | 17       |
| 18.  | LMGTE Pro | #97 Aston Martin Racing       | 2:00,333 | +20,612   | 18       |
| 19.  | LMGTE Pro | #91 Porsche Team Manthey      | 2:00,651 | +20,930   | 19       |
| 20.  | LMGTE Pro | #51 AF Corse                  | 2:00,701 | +20,980   | 20       |
| 21.  | LMGTE Pro | #92 Porsche Team Manthey      | 2:01,591 | +21,870   | 21       |
| 22.  | LMGTE Am  | #98 Aston Martin Racing       | 2:01,998 | +22,277   | 22       |
| 23.  | LMGTE Pro | #71 AF Corse                  | 2:02,156 | +22,435   | 23       |
| 24.  | LMGTE Am  | #50 Larbre Compétition        | 2:02,937 | +23,216   | 24       |
| 25.  | LMGTE Am  | #88 Abu Dhabi-Proton Racing   | 2:03,134 | +23,413   | 25       |
| 26.  | LMGTE Am  | #83 AF Corse                  | 2:03,482 | +23,761   | 26       |
| 27.  | LMGTE Am  | #72 SMP Racing                | 2:04,114 | +24,393   | 27       |
| 28.  | LMGTE Am  | #96 Aston Martin Racing       | 2:05,050 | +25,329   | 28       |
| 29.  | LMGTE Am  | #77 Dempsey Racing-Proton     | 2:06,024 | +26,303   | 29       |

## Verseny
A résztvevőknek legalább a versenytáv 70%-át (141 kört) teljesíteniük kellett ahhoz, hogy az elért eredményüket értékeljék. A kategóriák leggyorsabb versenyzői vastaggal vannak kiemelve.
| Helyezés | Kategória | #  | Csapat                    | Versenyzők                                            | Kasztni                        | Gumi | Kör | Idő/Hátrány/Kiesés |
| Helyezés | Kategória | #  | Csapat                    | Versenyzők                                            | Motor                          | Gumi | Kör | Idő/Hátrány/Kiesés |
| -------- | --------- | -- | ------------------------- | ----------------------------------------------------- | ------------------------------ | ---- | --- | ------------------ |
| 1.       | LMP1      | 7  | Audi Sport Team Joest     | André Lotterer Marcel Fässler Benoît Tréluyer         | Audi R18 e-tron quattro        | M    | 201 | 6:00:30,876        |
| 1.       | LMP1      | 7  | Audi Sport Team Joest     | André Lotterer Marcel Fässler Benoît Tréluyer         | Audi TDI 4.0 L Turbo Diesel V6 | M    | 201 | 6:00:30,876        |
| 2.       | LMP1      | 18 | Porsche Team              | Marc Lieb Romain Dumas Neel Jani                      | Porsche 919 Hybrid             | M    | 201 | +4,610             |
| 2.       | LMP1      | 18 | Porsche Team              | Marc Lieb Romain Dumas Neel Jani                      | Porsche 2.0 L Turbo V4         | M    | 201 | +4,610             |
| 3.       | LMP1      | 1  | Toyota Racing             | Anthony Davidson Sébastien Buemi Nakadzsima Kazuki    | Toyota TS040 Hybrid            | M    | 201 | +10,206            |
| 3.       | LMP1      | 1  | Toyota Racing             | Anthony Davidson Sébastien Buemi Nakadzsima Kazuki    | Toyota 3.7 L V8                | M    | 201 | +10,206            |
| 4.       | LMP1      | 2  | Toyota Racing             | Alexander Wurz Stéphane Sarrazin Mike Conway          | Toyota TS040 Hybrid            | M    | 200 | +1 kör             |
| 4.       | LMP1      | 2  | Toyota Racing             | Alexander Wurz Stéphane Sarrazin Mike Conway          | Toyota 3.7 L V8                | M    | 200 | +1 kör             |
| 5.       | LMP1      | 8  | Audi Sport Team Joest     | Loïc Duval Lucas di Grassi Oliver Jarvis              | Audi R18 e-tron quattro        | M    | 197 | +4 kör             |
| 5.       | LMP1      | 8  | Audi Sport Team Joest     | Loïc Duval Lucas di Grassi Oliver Jarvis              | Audi TDI 4.0 L Turbo Diesel V6 | M    | 197 | +4 kör             |
| 6.       | LMP2      | 26 | G-Drive Racing            | Roman Ruszinov Julien Canal Sam Bird                  | Ligier JS P2                   | D    | 185 | +16 kör            |
| 6.       | LMP2      | 26 | G-Drive Racing            | Roman Ruszinov Julien Canal Sam Bird                  | Nissan VK45DE 4.5 L V8         | D    | 185 | +16 kör            |
| 7.       | LMP2      | 28 | G-Drive Racing            | Gustavo Yacamán Ricardo González Pipo Derani          | Ligier JS P2                   | D    | 184 | +17 kör            |
| 7.       | LMP2      | 28 | G-Drive Racing            | Gustavo Yacamán Ricardo González Pipo Derani          | Nissan VK45DE 4.5 L V8         | D    | 184 | +17 kör            |
| 8.       | LMP2      | 42 | Strakka Racing            | Nick Leventis Jonny Kane Danny Watts                  | Strakka Dome S103              | M    | 178 | +23 kör            |
| 8.       | LMP2      | 42 | Strakka Racing            | Nick Leventis Jonny Kane Danny Watts                  | Nissan VK45DE 4.5 L V8         | M    | 178 | +23 kör            |
| 9.       | LMGTE Pro | 51 | AF Corse                  | Gianmaria Bruni Toni Vilander                         | Ferrari 458 Italia GT2         | M    | 172 | +29 kör            |
| 9.       | LMGTE Pro | 51 | AF Corse                  | Gianmaria Bruni Toni Vilander                         | Ferrari 4.5 L V8               | M    | 172 | +29 kör            |
| 10.      | LMGTE Pro | 91 | Porsche Team Manthey      | Richard Lietz Michael Christensen                     | Porsche 911 RSR                | M    | 172 | +29 kör            |
| 10.      | LMGTE Pro | 91 | Porsche Team Manthey      | Richard Lietz Michael Christensen                     | Porsche 4.0 L Flat-6           | M    | 172 | +29 kör            |
| 11.      | LMGTE Pro | 71 | AF Corse                  | Davide Rigon James Calado                             | Ferrari 458 Italia GT2         | M    | 172 | +29 kör            |
| 11.      | LMGTE Pro | 71 | AF Corse                  | Davide Rigon James Calado                             | Ferrari 4.5 L V8               | M    | 172 | +29 kör            |
| 12.      | LMGTE Pro | 95 | Aston Martin Racing       | Christoffer Nygaard Nicki Thiim Marco Sørensen        | Aston Martin V8 Vantage GTE    | M    | 171 | +30 kör            |
| 12.      | LMGTE Pro | 95 | Aston Martin Racing       | Christoffer Nygaard Nicki Thiim Marco Sørensen        | Aston Martin 4.5 L V8          | M    | 171 | +30 kör            |
| 13.      | LMGTE Pro | 97 | Aston Martin Racing       | Darren Turner Stefan Mücke                            | Aston Martin V8 Vantage GTE    | M    | 171 | +30 kör            |
| 13.      | LMGTE Pro | 97 | Aston Martin Racing       | Darren Turner Stefan Mücke                            | Aston Martin 4.5 L V8          | M    | 171 | +30 kör            |
| 14.      | LMGTE Pro | 99 | Aston Martin Racing V8    | Fernando Rees Alex MacDowall Richie Stanaway          | Aston Martin V8 Vantage GTE    | M    | 171 | +30 kör            |
| 14.      | LMGTE Pro | 99 | Aston Martin Racing V8    | Fernando Rees Alex MacDowall Richie Stanaway          | Aston Martin 4.5 L V8          | M    | 171 | +30 kör            |
| 15.      | LMGTE Pro | 92 | Porsche Team Manthey      | Patrick Pilet Frédéric Makowiecki                     | Porsche 911 RSR                | M    | 170 | +31 kör            |
| 15.      | LMGTE Pro | 92 | Porsche Team Manthey      | Patrick Pilet Frédéric Makowiecki                     | Porsche 4.0 L Flat-6           | M    | 170 | +31 kör            |
| 16.      | LMGTE Am  | 98 | Aston Martin Racing       | Paul Dalla Lana Pedro Lamy Mathias Lauda              | Aston Martin V8 Vantage GTE    | M    | 168 | +33 kör            |
| 16.      | LMGTE Am  | 98 | Aston Martin Racing       | Paul Dalla Lana Pedro Lamy Mathias Lauda              | Aston Martin 4.5 L V8          | M    | 168 | +33 kör            |
| 17.      | LMGTE Am  | 83 | AF Corse                  | François Perrodo Emmanuel Collard Rui Águas           | Ferrari 458 Italia GT2         | M    | 168 | +33 kör            |
| 17.      | LMGTE Am  | 83 | AF Corse                  | François Perrodo Emmanuel Collard Rui Águas           | Ferrari 4.5 L V8               | M    | 168 | +33 kör            |
| 18.      | LMGTE Am  | 72 | SMP Racing                | Viktor Saitar Alekszej Baszov Andrea Bertolini        | Ferrari 458 Italia GT2         | M    | 168 | +33 kör            |
| 18.      | LMGTE Am  | 72 | SMP Racing                | Viktor Saitar Alekszej Baszov Andrea Bertolini        | Ferrari 4.5 L V8               | M    | 168 | +33 kör            |
| 19.      | LMP2      | 47 | KCMG                      | Matthew Howson Richard Bradley Nick Tandy             | Oreca 05                       | D    | 167 | +34 kör            |
| 19.      | LMP2      | 47 | KCMG                      | Matthew Howson Richard Bradley Nick Tandy             | Nissan VK45DE 4.5 L V8         | D    | 167 | +34 kör            |
| 20.      | LMGTE Am  | 96 | Aston Martin Racing       | Roald Goethe Stuart Hall Francesco Castellacci        | Aston Martin V8 Vantage GTE    | M    | 166 | +35 kör            |
| 20.      | LMGTE Am  | 96 | Aston Martin Racing       | Roald Goethe Stuart Hall Francesco Castellacci        | Aston Martin 4.5 L V8          | M    | 166 | +35 kör            |
| 21.      | LMGTE Am  | 88 | Abu Dhabi-Proton Racing   | Christian Ried Klaus Bachler Halid Alqubisi           | Porsche 911 RSR                | M    | 166 | +35 kör            |
| 21.      | LMGTE Am  | 88 | Abu Dhabi-Proton Racing   | Christian Ried Klaus Bachler Halid Alqubisi           | Porsche 4.0 L Flat-6           | M    | 166 | +35 kör            |
| 22.      | LMP2      | 35 | OAK Racing                | Jacques Nicolet Jean-Marc Merlin Erik Maris           | Ligier JS P2                   | D    | 165 | +36 kör            |
| 22.      | LMP2      | 35 | OAK Racing                | Jacques Nicolet Jean-Marc Merlin Erik Maris           | Nissan VK45DE 4.5 L V8         | D    | 165 | +36 kör            |
| 23.      | LMGTE Am  | 77 | Dempsey Racing-Proton     | Patrick Dempsey Patrick Long Marco Seefried           | Porsche 911 RSR                | M    | 165 | +36 kör            |
| 23.      | LMGTE Am  | 77 | Dempsey Racing-Proton     | Patrick Dempsey Patrick Long Marco Seefried           | Porsche 4.0 L Flat-6           | M    | 165 | +36 kör            |
| 24.      | LMP2      | 31 | Extreme Speed Motorsports | Ed Brown David Brabham Jon Fogarty                    | HPD ARX-03b                    | D    | 165 | +36 kör            |
| 24.      | LMP2      | 31 | Extreme Speed Motorsports | Ed Brown David Brabham Jon Fogarty                    | Honda HR28TT 2.8 L Turbo V6    | D    | 165 | +36 kör            |
| 25.      | LMGTE Am  | 50 | Larbre Compétition        | Gianluca Roda Paolo Ruberti Kristian Poulsen          | Chevrolet Corvette C7.R        | M    | 160 | +41 kör            |
| 25.      | LMGTE Am  | 50 | Larbre Compétition        | Gianluca Roda Paolo Ruberti Kristian Poulsen          | Chevrolet 5.5 L V8             | M    | 160 | +41 kör            |
| Ki       | LMP1      | 4  | Team ByKolles             | Simon Trummer Vitantonio Liuzzi Christian Klien       | CLM P1/01                      | M    | 116 |                    |
| Ki       | LMP1      | 4  | Team ByKolles             | Simon Trummer Vitantonio Liuzzi Christian Klien       | AER P60 Turbo V6               | M    | 116 |                    |
| Ki       | LMP1      | 17 | Porsche Team              | Timo Bernhard Brendon Hartley Mark Webber             | Porsche 919 Hybrid             | M    | 44  | hajtáslánc         |
| Ki       | LMP1      | 17 | Porsche Team              | Timo Bernhard Brendon Hartley Mark Webber             | Porsche 2.0 L Turbo V4         | M    | 44  | hajtáslánc         |
| Ki       | LMP2      | 36 | Signatech Alpine          | Nelson Panciatici Paul-Loup Chatin Vincent Capillaire | Alpine A450b                   | D    | 20  | baleset            |
| Ki       | LMP2      | 36 | Signatech Alpine          | Nelson Panciatici Paul-Loup Chatin Vincent Capillaire | Nissan VK45DE 4.5 L V8         | D    | 20  | baleset            |
| Kiz      | LMP2      | 30 | Extreme Speed Motorsports | Scott Sharp Ryan Dalziel David Heinemeier Hansson     | HPD ARX-03b                    | D    | 183 | kizárva            |
| Kiz      | LMP2      | 30 | Extreme Speed Motorsports | Scott Sharp Ryan Dalziel David Heinemeier Hansson     | Honda HR28TT 2.8 L Turbo V6    | D    | 183 | kizárva            |

## A világbajnokság állása a versenyt követően
LMP1 (Teljes táblázat)
| H  | Versenyzők                                         | Pont | H  | Konstruktőrök | Pont |
| -- | -------------------------------------------------- | ---- | -- | ------------- | ---- |
| 1. | André Lotterer Marcel Fässler Benoît Tréluyer      | 25   | 1. | Audi          | 35   |
| 2. | Marc Lieb Romain Dumas Neel Jani                   | 18   | 2. | Toyota        | 27   |
| 3. | Anthony Davidson Sébastien Buemi Nakadzsima Kazuki | 15   | 3. | Porsche       | 19   |
| 4. | Alexander Wurz Stéphane Sarrazin Mike Conway       | 12   |    |               |      |
| 5. | Loïc Duval Lucas di Grassi Oliver Jarvis           | 10   |    |               |      |

GT (Teljes táblázat)
| H  | Versenyzők                                     | Pont | H  | Konstruktőrök | Pont |
| -- | ---------------------------------------------- | ---- | -- | ------------- | ---- |
| 1. | Gianmaria Bruni Toni Vilander                  | 25   | 1. | Ferrari       | 40   |
| 2. | Richard Lietz Michael Christensen              | 18   | 2. | Porsche       | 24   |
| 3. | Davide Rigon James Calado                      | 15   | 3. | Aston Martin  | 23   |
| 4. | Christoffer Nygaard Nicki Thiim Marco Sørensen | 13   |    |               |      |
| 5. | Darren Turner Stefan Mücke                     | 10   |    |               |      |

LMP2 (Teljes táblázat)
| H  | Versenyzők                                   | Pont | H  | Konstruktőrök      | Pont |
| -- | -------------------------------------------- | ---- | -- | ------------------ | ---- |
| 1. | Roman Ruszinov Julien Canal Sam Bird         | 25   | 1. | #26 G-Drive Racing | 25   |
| 2. | Gustavo Yacamán Ricardo González Pipo Derani | 19   | 2. | #28 G-Drive Racing | 19   |
| 3. | Nick Leventis Jonny Kane Danny Watts         | 15   | 3. | Strakka Racing     | 15   |
| 4. | Matthew Howson Richard Bradley Nick Tandy    | 12   | 4. | KCMG               | 12   |
| 5. | Jacques Nicolet Jean-Marc Merlin Erik Maris  | 10   | 5. | OAK Racing         | 10   |

LMGTE Am (Teljes táblázat)
| H  | Versenyzők                                     | Pont | H  | Konstruktőrök           | Pont |
| -- | ---------------------------------------------- | ---- | -- | ----------------------- | ---- |
| 1. | Paul Dalla Lana Pedro Lamy Mathias Lauda       | 26   | 1. | #98 Aston Martin Racing | 26   |
| 2. | François Perrodo Emmanuel Collard Rui Águas    | 18   | 2. | AF Corse                | 18   |
| 3. | Viktor Saitar Alekszej Baszov Andrea Bertolini | 15   | 3. | SMP Racing              | 15   |
| 4. | Roald Goethe Stuart Hall Francesco Castellacci | 12   | 4. | #96 Aston Martin Racing | 12   |
| 5. | Christian Ried Klaus Bachler Halid Alqubisi    | 10   | 5. | Abu Dhabi-Proton Racing | 10   |